# Torrente Licenza ed affluenti
Torrente Licenza ed affluenti este o arie protejată (arie specială de conservare — SAC, sit de importanță comunitară — SCI) din Italia întinsă pe o suprafață de 235 ha, integral pe uscat.

## Localizare
Centrul sitului Torrente Licenza ed affluenti este situat la coordonatele 42°04′48″N 12°53′15″E / 42.08°N 12.8875°E.

## Înființare
Situl Torrente Licenza ed affluenti a fost declarat sit de importanță comunitară în iunie 1995 pentru a proteja 1 specie de plante și 8 specii de animale. Situl a fost protejat și ca arie specială de conservare în decembrie 2016.

## Biodiversitate
Situată în ecoregiunea mediteraneană, aria protejată conține 1 habitat natural: Păduri ilirice de stejar și carpen (Erythronio-Carpinion).
La baza desemnării sitului se află mai multe specii protejate:
- plante (1): Himantoglossum adriaticum
- păsări (2): șoim călător (Falco peregrinus), viespar (Pernis apivorus)
- amfibieni (3): Bombina pachypus, Salamandrina terdigitata, Triturus carnifex
- mamifere (1): lupul (Canis lupus)
- nevertebrate (1): Austropotamobius pallipes
- pești (1): Telestes muticellus

Pe lângă speciile protejate, pe teritoriul sitului au mai fost identificate 2 specii de amfibieni, 1 specie de mamifere.